# Aphonopelma nayaritum
Aphonopelma nayaritum là một loài nhện trong họ Theraphosidae.
Loài này thuộc chi Aphonopelma. Aphonopelma nayaritum được Ralph Vary Chamberlin miêu tả năm 1940.